# Pablo Neruda
Pablo Neruda (pseudonimul lui Neftalí Ricardo Reyes Basoalto; n. 12 iulie 1904, Parral, regiunea Maule, Chile – d. 23 septembrie 1973, Santiago de Chile, Chile), a fost un poet și om politic chilian, consul în Spania, Japonia, China; ambasador la Paris, premiul "Cununa de aur" a Reuniunii Internaționale a Poeților din orașul iugoslav Struga; Premiul Internațional Lenin „Pentru întărirea păcii între popoare”, 1953; laureat al Premiului Nobel pentru Literatură în anul 1971.

## Motivația Juriului Nobel
„pentru opera lui, care, cu sufletul unei forțe elementare, dă viață destinului și viselor unui întreg continent.”

## Biografie
La 12 iulie 1904 se naște Neftalí Ricardo Reyes Basoalto (Pablo Neruda) la Parral, un oraș aflat la 300 km la sud de Santiago de Chile, fiul doñei Rosa Basoalto de Reyes, învățătoare, și al lui José del Carmen Reyes Morales, lucrător la căile ferate. În luna august mama sa moare. În 1906 José del Carmen se mută la Temuco împreună cu fiul său, recăsătorindu-se cu doña Trinidad Candia Marverde. În 1910 Pablo Neruda devine elev al liceului de băieți din Temuco, pe care îl absolvă în 1920. La 18 iulie 1917 în ziarul La Mañana, din Temuco, se publică articolul intitulat „Entuziasm și perseverență” sub semnătura lui Neftalí Reyes. Este primul material publicat de poet. La 30 noiembrie 1918 publică poemul „Ochii mei” în reviata Corre-Vuela din Santiago, nr. 566. În cursul aceluiași an publică alte trei poezii în aceeași revistă. Colaborează la Selva Austral din Temuco, publică în reviste din orașele Chillán și Valdiva.
Folosește diferite pseudonime. Ia parte la jocurile florale de la Maule cu poemul „Ideal nocturn”, obținând premiul al treilea. În 1920 adoptă definitiv pentru scrierile sale pseudonimul de Pablo Neruda. La 28 noiembrie 1920 obține premiul întâi la sărbătoarea primăverii din Temuco. În același an devine președinte al Ateneului literar al liceului din Temuco și secretar adjunct al Asociației elevilor din orașul Cautin. Pregătește două cărți - Insulele ciudate și Osteneli zadarnice - pe care nu le publică. O parte din acestea vor constitui material pentru lucrarea Crepuscular.
În 1921, Pablo Neruda pleacă la Santiago pentru a urma Institutul Pedagogic și a deveni profesor de franceză. La 14 octombrie obține premiul întâi la concursul Federației studenților din Chile pentru poemul său Cântecul sărbătorii, care se publică în revista Federației studenților intitulată Juventud. Colaborează la revista Claridad, organ oficial de presă al Federației studenților. La 24 august 1922, sub egida grupului literar Vremia are loc un recital din versurile poeților Joaquín Ciufuentes, R. Monestier, Alberto Rojas Giménez și Pablo Neruda. În octombrie 1922, revista Los Tiempos, din Montevideo, dedică un număr poeziei tinere, incluzând și poezia lui Neruda. În august 1923 apare în editura Claridad ediția oficială a volumului Crepuscular. Revista Dionysios, condusă de Aliro Oyarzún, îi publică patru poezii, dintre care ultimele trei vor face parte din Prăștiarul entuziast, carte scrisă în 1923, dar publicată abia în 1933. Publică patruzeci și două de articole de critică în revista Claridad sub pseudonimul Sachka. În iunie 1924 apare în editura Nascimento ediția princeps a celor Douăzeci de poeme de dragoste și un cântec de deznădejde. Tot în editura Nascimento apare volumul Pagini alese de Anatole France, introducerea, selecția și traducerea fiind semnate de Neruda.
În anul 1925, Pablo Neruda se află în fruntea revistei Caballo de Bastos. Colaborează la diferite publicații literare, cum sunt Andamios, Ali Baba, Dinamo, Renovación, precum și la ziarul La Nación. La editura Nascimento apare ediția princeps a volumului Încercarea omului infinit, volum care poartă două date: anul 1925, data de tipărire și 1926, anul de apariție. În aceeași editură apar în 1926 edițiile princeps ale volumelor Inele și Locuitorul și speranța sa. În numărul 135 al revistei Claridad se publică, traducerea din limba franceză semnată de Neruda, câteva fragmente din Caietele lui Malte Laurids Brigge de Rainer Maria Rilke. În revista Atenea, numerele 5 și 10, se publică Durere și Chinuri, poeme care vor face apoi parte din Reședința pe pământ sub titlul Madrigal de iarnă și respectiv Fantomă.
În anul 1927 Pablo Neruda este numit consul onorific la Rangoon (Birmania). Pleacă din Santiago spre Rangoon la 14 iunie, via Buenos Aires, unde se îmbarcă pe Baden, cu care călătorește până la Lisabona. Este însoțit de Álvaro Hinojosa. Sosește la Madrid la 16 iunie. La 20 iulie se află la Paris, de unde pleacă spre Marsilia, continuându-și apoi călătoria spre Rangoon. Tot în luna iulie trimite ziarului La Nación. Revistele El Sol și Revista de Occidente din Madrid publică poeme de Neruda. În 1928 este numit consul la Colombo (Ceylon), iar 1929 ia parte la Congresul Panhindus desfășurat la Calcutta. În 1930 este numit consul la Batavia (Java). La 6 decembrie 1930 se căsătorește cu Maria Antonieta Agenaar Vogelzanz. În 1931 este consul la Singapore. În 1932 după o călătorie pe mare, care durează două luni, se reîntoarce în Chile. La 28 august 1933 sosește la Buenos Aires, unde fusese numit consul. În casa lui Pablo Rojas Paz îi întâlnește la 13 octombrie pe Federico García Lorca. La 5 mai 1934, Pablo Neruda pleacă la Barcelona, unde este numit consul. La 4 octombrie se naște la Madrid fiica sa, Malva Marina. La 6 decembrie ține o conferință și un recital de poezie la universitatea din Madrid, fiind prezentat de Federico García Lorca. În casa Morlei Lynch o întâlnește pe Delia del Carril. La 3 februarie 1935 se transferă la Madrid, pentru aș exercita funcția de consul.
La 18 iulie 1936 începe războiul civil spaniol, iar la scurt timp este ucis Federico García Lorca. Neruda începe ciclul de poezii intitulat Spania în inimă. Este destituit din funcția de consul. Pleacă la Valencia, apoi la Paris. La 7 noiembrie scoate, împreună cu Nancy Cunard, revista Poeții lumii apără poporul spaniol. Se desparte de Maria Antonieta Agenaar. În februarie 1937 ține la Paris o conferință despre Federico García Lorca. Împreună cu César Vallejo fondează, în aprilie, Grupul hispano-american de ajutorare a Spaniei. La 2 iunie are loc la Paris Congresul Națiunilor Americane, la care Pablo Neruda rostește o cuvântare, tradusă și editată în limba franceză. Pe 10 octombrie, se înapoiază în Chile. La 7 noiembrie fondează Alianța Intelectualelor din Chile pentru Apărarea Culturii, fiind ales președinte. La 7 mai se stinge din viață, la Temuco, tatăl său , iar la 18 august moare și mama sa vitregă, doña Trinidad Candia. Don Pedro Aguirre Cerda, candidatul Frontului Popular, iese victorios la alegerile prezidențiale din luna octombrie. Neruda străbate țara întreagă ținând conferințe. Pe frontul de luptă din Barcelona se publică, în plin război civil, Spania în inimă. În 1939 este numit consul, cu sediul la Paris, pentru problemele emigrării spaniolilor. În martie pleacă spre Franța, trecând prin Montevideo, unde ia parte la Congresul Internațional al Mișcărilor Democrate, ca delegat din partea Alianței Intelectualilor din Chile. În perioada aprilie-iulie se ocupă de problema refugiaților spanioli, pe care reușește să-i îmbarce pe Winnipeg, vapor care ajunge în Chile la sfârșitul anului 1939. La 2 ianuarie 1940 se reîntoarce în Chile.
La 16 august 1940 sosește în Ciudad de Mexico în calitate de consul general. În 1941 scrie Cânt pentru Bolivar, editat de Universitatea Națională Autonomă din Mexic. Face o călătorie în Guatemala. În octombrie 1941 primește titlul de doctor honoris causa din partea Universității din Michoacán. În decembrie este atacat de un grup de naziști la Cuernavaca, prilej cu care sute de intelectuali din toată America își manifestă sentimentele lor de solidaritate față de Pablo Neruda. În aprilie 1942 întreprinde o călătorie în Cuba. La 30 septembrie dă pentru prima oară citire poemului Cântec de dragoste pentru Stalingrad.
În februarie 1943 face o călătorie în Statele Unite, pentru a lua parte la întâlnirea "Glasul Americilor", desfășurată la New York. Se înapoiază în Mexic, iar la 27 august i se consacră o adunare festivă cu prilejul plecării sale din această țară, la care iau parte două mii de persoane. La 1 septembrie își începe călătoria spre Chile, vizitând în drum țările de pe coasta Pacificului. La 3 septembrie se află în Panama, iar la 9 septembrie în Columbia, țară în care în care este oaspete de onoare al guvernului prezidat de López și al orașului Manizales. La Caldas ia ființă complexul școlar Pablo Neruda. La 22 octombrie se află la Lima și apoi la Cuzco, unde vizitează ruinele preincașe de la Macchu Picchu. Este oaspete de onuare al orașului Arequipa. Sosește la Santiago de Chile la 3 noiembrie. La 8 decembrie ține conferințele intitulate Călătorie în jurul poeziei mele și Călătorie în inima lui Quevedo. În 1944 obține premiul municipal pentru poezie.
La 4 martie 1945, este ales senator al republicii din partea provinciilor Tarapacá și Antofagasta. Se editează broșura Salut Nordul și Stalingradul. Obține Premiul Național pentru Literatură  în patria sa. La 30 mai rostește primul său discurs în Senat, editat apoi în Patru discursuri. La 8 iulie 1945 devine membru al Partidului Comunist din Chile. La 15 iulie, pe stadionul Pecaembú din São Paulo ia parte la festivitatea de omagiere a lui Luis Carlos Prestes. 
La 30 iulie devine membru al Academiei Braziliene de Literatură din Rio de Janeiro, discursul de primire fiind rostit de Manuel Bandeira. La 18 ianuarie 1946 este decorat de guvernul Mexicului cu Ordinul Vulturul Aztec. Cu prilejul candidaturii lui Gabriel Gonzáles la președinție, este numit șef al sectorului de propagandă națională. La 28 decembrie, printr-o ședință a tribunalului, numele său oficial devine Pablo Neruda. În 1947 face o călătorie în regiunea Strâmtorii Magellan. La 27 noiembrie publică în El Nacional din Caracas (în Chile exista cenzura presei de la 4 octombrie) Scrisoare intimă adresată unor milioane de oameni, motiv pentru care președintele Republicii Chile îi intentează un proces politic. La 6 februarie 1948 rostește un discurs în Senat, publicat apoi sub titlul "Acuz". La 3 februarie, Curtea Supremă aprobă destituirea lui Neruda din funcția de senator al Republicii. La 5 februarie tribunalul hotărăște arestarea sa. Începând de la această dată trăiește ascuns în Chile, scriind Cânt general.
La 24 februarie 1949 pleacă din Chile traversând munții, prin sud. La 25 aprilie ia parte la Primul Congres Mondial al Partizanilor Păcii, prilej cu care își dezvăluie ascunzătoarea. Este numit membru al Consiliului Mondial al Păcii. În iunie face o primă călătorie în Uniunea Sovietică, unde asistă la festivitățile prilejuite de aniversarea a 150 de ani de la nașterea lui Pușkin. La 27 iunie este omagiat la Moscova de Uniunea Scriitorilor Sovietici.În iulie vizitează Polonia și Ungaria, în august Mexicul, împreună cu Paul Eluard, iar în septembrie ia parte la Congresul latino-american al Partizanilor Păcii, desfășurat în Mexic, țară în care rămâne până la sfârșitul anului grav bolnav. I se editează operele sau selecții din poemele sale în Germania, Cehoslovacia, China, Danemarca, Ungaria, SUA, Uniunea Sovietică, Mexic, Cuba, Columbia, Guatemala, Argentina. La 28 ianuarie 1950 îi expiră permisul constituțional de a absenta din țară, eliberat de președintele Senatului, don Arturo Alessandri. Vizitează praga, Parisul, Roma, New Delhi. Poezia sa este tradusă în hindusă, urdu și bengaleză. În perioada 16-22 noiembrie 1950 ia parte la cel de al doilea Congres Mondial al Partizanilor Păcii, care are loc la Varșovia. La 22 noiembrie primește împreună cu Picasso și alți oameni de artă, Premiul Internațional pentru Pace pentru poemul său Să se trezească pădurarul.

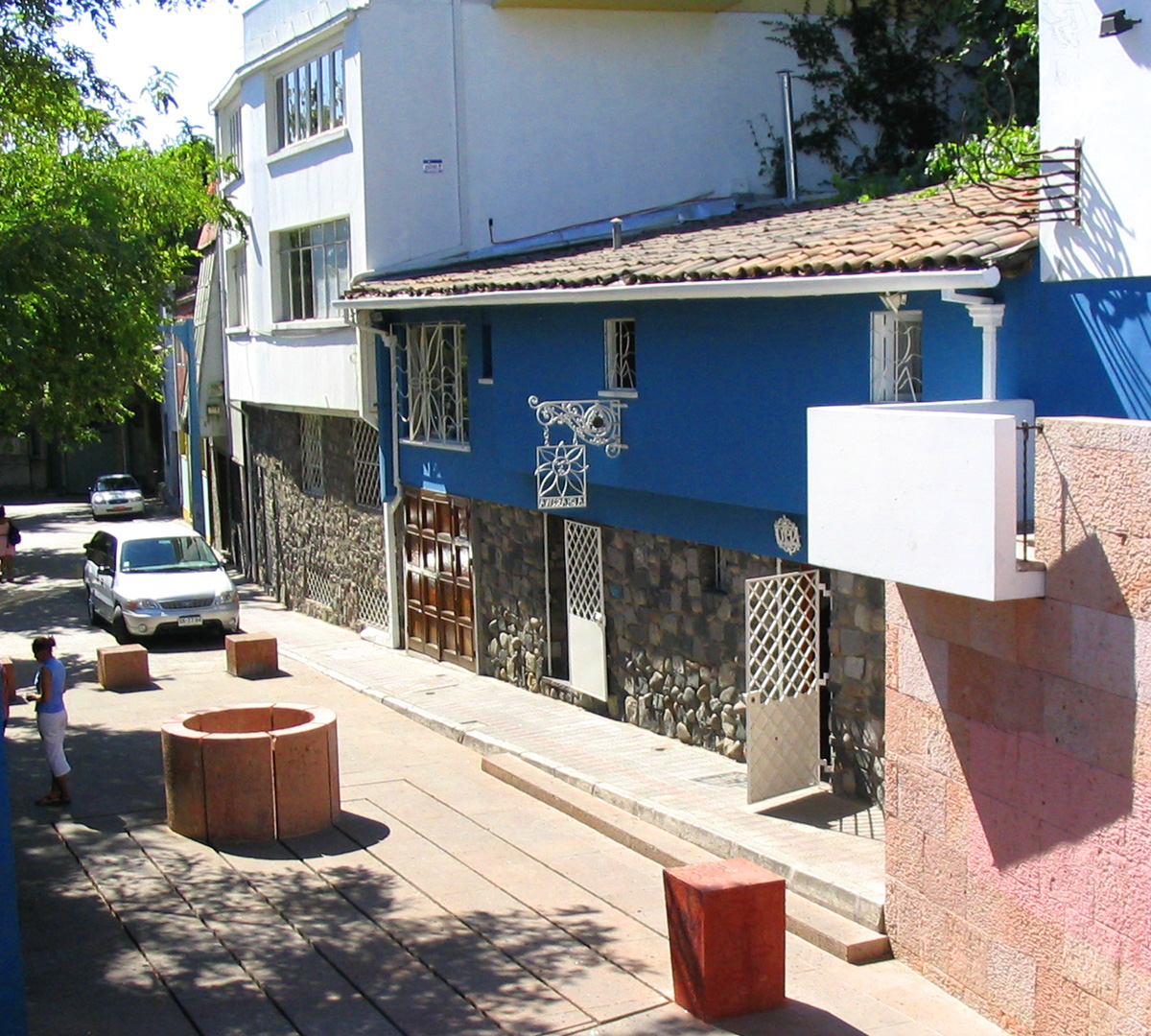
La Chascona, casa lui Neruda din Santiago.

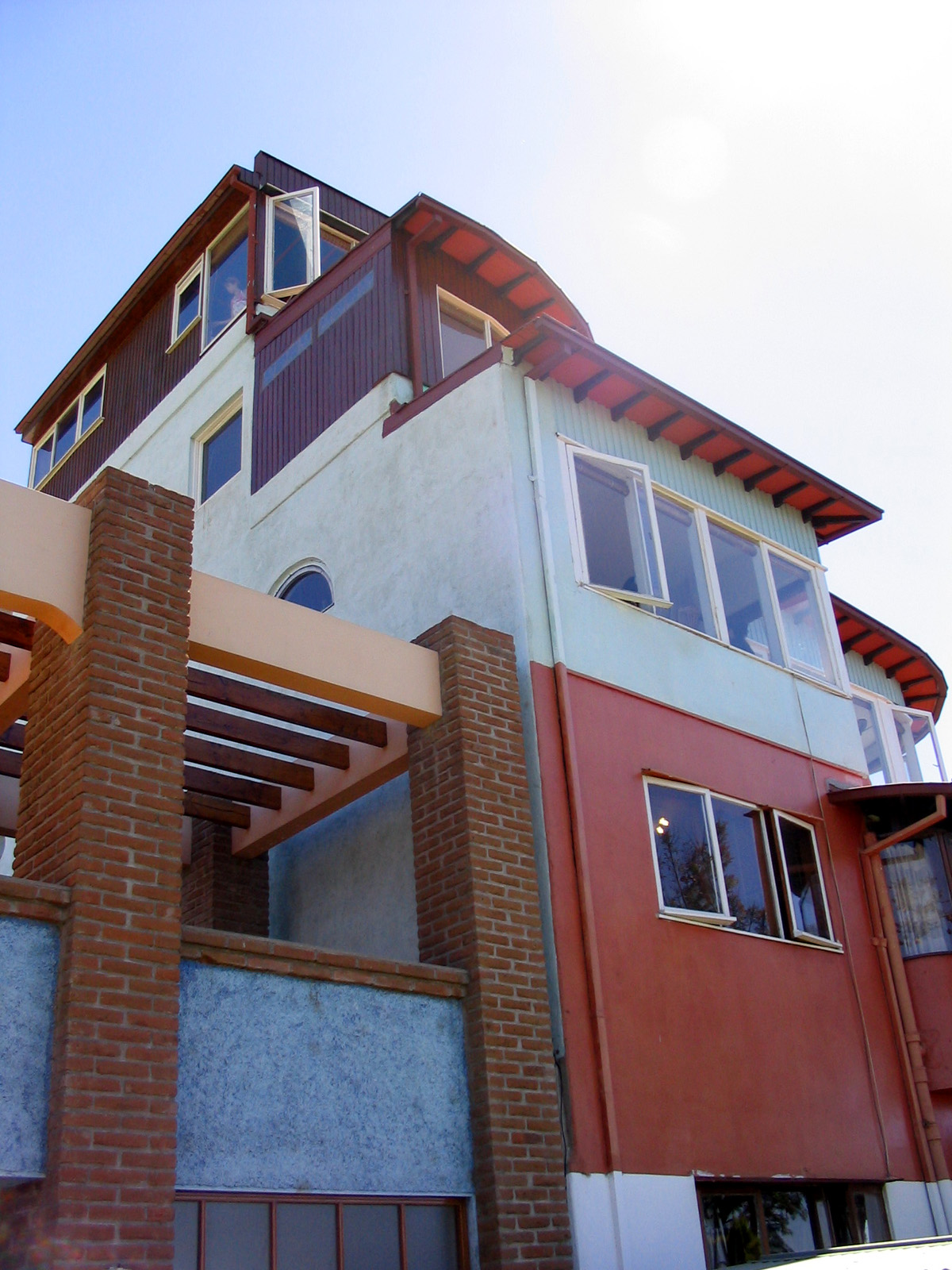
La Sebastiana, casa lui Neruda din Valparaíso

La 10 februarie 1952, la Capri, începe să scrie volumul Strugurii și vinul. În lunile iulie și august călătorește în Berlin și Danemarca. În Chile este revocat ordinul de arestare emis împotriva lui Pablo Neruda în urmă cu trei ani și câteva luni. La 12 august se înapoiază la Santiago de Chile, unde este întâmpinat cu mari manifestații omagiale de bun venit. Se instalează în locuința de pe bulevardul Lynch. Vizitează Tamuco și alte localități din Chile. În decembrie face o vizită în Uniunea Sovietică în calitate de membru al juriului pentru acordarea Premiului Internațional pentru Pace.
La 22 ianuarie 1953, se întoarce din călătoria în Uniunea Sovietică și organizează Congresul Continental al Culturii, care își desfășoară lucrările în aprilie, în Santiago de Chile, și la care iau parte mari personalități din America, ca Diego Rivera, Nicolás Guillen, Jorge Amado și alții. La 20 decembrie i se înmânează Premiul Stalin pentru Pace. Începe să-și construiască reședința numită "La Chascona". În 1954 Pablo Neruda își donează biblioteca și alte bunuri universității din Chile, iar aceasta hotărăște la rândul ei să finanțeze Fundația Neruda pentru Dezvoltarea Poeziei.
În 1955, se desparte de Delia del Carril. Termină de construit locuința numită "La Chascona", unde se mută împreună cu actuala sa soție, Matilde Urrutia. Înființează și conduce revista La Gaceta de Chile. Se publică un volum de poezii alese în limba persană. Cânt general apare la București, România.
Face un voiaj în Uniunea Sovietică, China și alte țări socialiste, precum și în Italia și Franța. Întorcându-se în America, prezintă recitaluri de poezie în Brazilia și la Montevideo, apoi își petrece vacanța la Totoral, regiunea Córdoba, republica Argentina.
În 1958, activează în cadrul companiei politice în vederea alegerii președintelui Republicii Chile. Face turnee și organizează adunări populare. În 1959, Pablo Neruda începe să-și construiască la Valparaíso reședința numită "La Sebastiana".
Pornește într-o călătorie în jurul lumii, trecând și prin țara noastră, participă activ la viața politică a timpului său, prin opere militante puse în slujba demnității umane. Călătorii, conferințe, premii și titluri academice, editarea în tiraje impresionante a operelor sale în spaniolă și în numeroase alte limbi marchează recunoașterea marii valori a poeziei sale, care culminează cu decernarea Premiului Nobel pentru literatură în octombrie 1971. Nu mai puțin strălucită este activitatea politică din ultimii ani ai vieții. În 1969 este desemnat din partea Partidului Comunist candidat la președinția Republicii Chile și în această calitate străbate întreaga țară și ia parte la tratativele care conduc la formarea Unității Populare. Ulterior se retrage în favoarea lui Salvador Allende, care este desemnat candidat unic. În 1970 ia parte activă la campania electorală a lui Allende. După victoria Unității Populare, când Allende devine președintele țării, Neruda este numit ambasador în Franța.
În 1972 este invitat la New York la Reuniunea Pen Clubului, unde ține discursul de deschidere și protestează împotriva blocadei la care Statele Unite ale Americii supuseseră țara sa. Începe să-și scrie Memoriile. Renunță la funcția de ambasador la Paris și se întoarce în Chile, prilej cu care guvernul organizează în cinstea lui o mare adunare populară pe stadionul național din Santiago. La mijlocul anului 1973, adresează o chemare intelectualilor latino-americani și europeni pentru evitarea războiului civil în Chile. La 11 septembrie, un puci militar răstoarnă guvernul Unității Populare, iar președintele Salvador Allende este asasinat. A murit la 23 septembrie 1973, la Santiago, la câteva zile după răsturnarea guvernului Unității Populare de către forțele armate reacționare. Opinia publică internațională a luat cunoștință cu profundă indignare de faptul că, după puciul militar, locuința sa din Valparaíso, precum și cea din Santiago, unde se ținea priveghiul pentru cel dispărut, au fost devastate și distruse de fasciștii chilieni.

## Opera
- Crepusculario (Crepuscular), (1923)
- Veinte poemas de amor y una canción desesperada (Douăzeci de poeme de dragoste și un cântec de deznădejde), (1924)
- Tentativa del hombre infinito (Încercarea omului infinit), (1925)
- El hombre entusiasta (Omul entuziast), (1933)
- Residencia en la tierra( Reședința pe pământ), (1933)
- España en el corazón (În inimă, Spania), (1937)
- Un canta para Bolivar(Un cânt pentru Bolivar), (1941)
- Canto General (Cânt general), (1950)
- Que despierte el leñador (Să se trezească pădurarul), (1950)
- Los versos del capitán (Versurile căpitanului), (1952)
- Las uvas y el viento (Strugurii și vântul), (1954)
- Odas elementales (Ode elementare), (1954)
- Nuevas odas elementales (Noi ode elementare), (1956)
- Tercer libro de odas (A treia carte de ode) (1957)
- Obras completas (Opere complete) (1957)
- Navegacions y regresos (Navigări și întoarceri), (1959)
- Cien sonetos de amor (O sută de sonete de dragoste), (1959)
- Canción de gesta (Cânt de vitejie), (1960)
- Cantos ceremoniales(Cânturi ceremoniale), (1961)
- Plenos poderes (Puteri depline), (1962)
- Memorial de Isla Negra (Memorii din insula Neagră), (1964)
- Espada ardiente (Spada arzândă), (1970)
- Las piedras del cielo (Pietrele cerului), (1970)
- Geografie infructuasă (Geografia nerodnică), (1972)
- Incitación al nixonicidio y elogio de la revólución chilena (Incitație la nixonicid și elogiu revoluției chiliene), (1973)